# Sphaeropteris macarenensis
Sphaeropteris macarenensis là một loài thực vật có mạch trong họ Cyatheaceae. Loài này được (Alston) R.M. Tryon miêu tả khoa học đầu tiên năm 1970.